# Ballbadminton
Ballbadminton ist eine Rückschlagsportart, die vorwiegend in Indien betrieben wird. Ein Wollball wird in diesem Spiel mit Schlägern über ein Netz gespielt. Ähnlichkeiten bestehen zu anderen Sportarten wie Badminton, Sepak Takraw, Tennis oder Federfußball.

## Geschichte
Nachgewiesen sind erste Varianten des Spiels bereits für 1856, wo es in Tanjore in Indien gespielt wurde. Indien ist auch heute noch das führende Land in dieser Sportart. Erfolgreiche indische Ballbadminton-Sportler werden mit höchsten sportlichen Auszeichnungen, wie z. B. dem Arjuna Award, geehrt.